# Puig de Galdent
El puig de Galdent és una muntanya del massís de Randa, essent la situada més al nord-oest i més alta (419,48 m) de la serra de Galdent, situada entre els termes de Llucmajor i d'Algaida, a Mallorca. A Algaida se'l coneix també per puig de Son Roig. El puig formava part de la possessió de Galdent, de la qual pren el nom. Durant molts d'anys s'explotà una pedrera per extreure un marès, de color vermellós, molt apreciat i amb el qual es construïren a Llucmajor els principals edificis religiosos, com el Convent de Sant Bonaventura i Església parroquial de Sant Miquel i civils, com l'Ajuntament. Al seu cim hi ha situat un vèrtex geodèsic.